# Manengouba Lakes
Manengouba Lakes är en kratersjö i Kamerun.   Den ligger i regionen Kustregionen, i den västra delen av landet, 230 km nordväst om huvudstaden Yaoundé. Manengouba Lakes ligger 1 937 meter över havet. I omgivningarna runt Manengouba Lakes växer i huvudsak städsegrön lövskog.